# Alpineskiën op de Olympische Winterspelen 1956
Alpineskiën is een van de olympische sporten die beoefend werden tijdens de Olympische Winterspelen 1956 in Cortina d'Ampezzo, Italië. Het olympisch programma omvatte zowel voor de mannen als de vrouwen de afdaling, de reuzenslalom en de slalom. 
De wedstrijden van het olympisch programma golden tevens als wereldkampioenschap. Daarnaast kwam op basis van deze uitslagen de uitslag van de combinatie tot stand. Deze gold alleen voor het wereldkampioenschap.
Programma
| 27 januari       | 29 januari       | 30 januari | 31 januari | 1 februari   | 3 februari   |
| ---------------- | ---------------- | ---------- | ---------- | ------------ | ------------ |
| reuzenslalom (v) | reuzenslalom (m) | slalom (v) | slalom (m) | afdaling (v) | afdaling (m) |

## Olympische Spelen

### Mannen

#### Afdaling
| rang   | sporter(s)       | land | tijd   |
| ------ | ---------------- | ---- | ------ |
| Goud   | Toni Sailer      | AUT  | 2:52.2 |
| Zilver | Raymond Fellay   | SUI  | 2:55.7 |
| Brons  | Andreas Molterer | AUT  | 2:56.2 |
| 4      | Roger Staub      | SUI  | 2:57.1 |
| 5      | Hans-Peter Lanig | EUA  | 2:59.8 |
| 6      | Gino Burrini     | ITA  | 3:00.2 |
| 7      | Kurt Hennrich    | TCH  | 3:01.5 |
| 8      | Charles Bozon    | FRA  | 3:01.9 |
|        |                  |      |        |
| 38     | Denis Feron      | BEL  | 4:16.6 |

#### Reuzenslalom
| rang   | sporter(s)       | land | tijd   |
| ------ | ---------------- | ---- | ------ |
| Goud   | Toni Sailer      | AUT  | 3:00.1 |
| Zilver | Andreas Molterer | AUT  | 3:06.3 |
| Brons  | Walter Schuster  | AUT  | 3:07.2 |
| 4      | Adrien Duvillard | FRA  | 3:07.9 |
| 5      | Charles Bozon    | FRA  | 3:08.4 |
| 6      | Ernst Hinterseer | AUT  | 3:08.5 |
| 7      | Hans-Peter Lanig | EUA  | 3:08.6 |
| 8      | Sepp Behr        | EUA  | 3:11.4 |
|        |                  |      |        |
| 70     | Denis Feron      | BEL  | 4:01.8 |

#### Slalom
| rang   | sporter(s)        | land | tijd   |
| ------ | ----------------- | ---- | ------ |
| Goud   | Toni Sailer       | AUT  | 3:14.7 |
| Zilver | Chiharu Igaya     | JPN  | 3:18.7 |
| Brons  | Stig Sollander    | SWE  | 3:20.2 |
| 4      | Brooks Dodge      | USA  | 3:21.8 |
| 5      | Georges Schneider | SUI  | 3:22.6 |
| 6      | Gérard Pasquier   | FRA  | 3:24.6 |
| 7      | Charles Bozon     | FRA  | 3:26.2 |
| 8      | Bernard Perret    | FRA  | 3:26.3 |
|        |                   |      |        |
| 46     | Denis Feron       | BEL  | 4:49.5 |

### Vrouwen

#### Afdaling
| rang   | sporter(s)              | land | tijd   |
| ------ | ----------------------- | ---- | ------ |
| Goud   | Madeleine Berthod       | SUI  | 1:40.7 |
| Zilver | Frieda Dänzer           | SUI  | 1:45.4 |
| Brons  | Lucille Wheeler         | CAN  | 1:45.9 |
| 4      | Hilde Hofherr           | AUT  | 1:47.3 |
| 4      | Giuliana Chenal Minuzzo | ITA  | 1:47.3 |
| 6      | Carla Marchelli         | ITA  | 1:47.7 |
| 7      | Dorothea Hochleitner    | AUT  | 1:47.9 |
| 8      | Josette Nevière         | FRA  | 1:49.2 |

#### Reuzenslalom
| rang   | sporter(s)           | land | tijd   |
| ------ | -------------------- | ---- | ------ |
| Goud   | Ossi Reichert        | EUA  | 1:56.5 |
| Zilver | Josefine Frandl      | AUT  | 1:57.8 |
| Brons  | Dorothea Hochleitner | AUT  | 1:58.2 |
| 4      | Madeleine Berthod    | SUI  | 1:58.3 |
| 4      | Andrea Mead-Lawrence | USA  | 1:58.3 |
| 6      | Lucille Wheeler      | CAN  | 1:58.6 |
| 7      | Borghild Niskin      | NOR  | 1:59.0 |
| 8      | Marysette Agnel      | FRA  | 1:59.4 |

#### Slalom
| rang   | sporter(s)              | land | tijd   |
| ------ | ----------------------- | ---- | ------ |
| Goud   | Renée Colliard          | SUI  | 1:52.3 |
| Zilver | Regina Schōpf           | AUT  | 1:55.4 |
| Brons  | Jevgenia Sidorova       | URS  | 1:56.7 |
| 4      | Giuliana Chenal Minuzzo | ITA  | 1:56.8 |
| 5      | Josefine Frandl         | AUT  | 1:57.9 |
| 6      | Inger Bjørnbakken       | NOR  | 1:58.0 |
| 6      | Astrid Sandvik          | NOR  | 1:58.0 |
| 8      | Josette Nevière         | FRA  | 1:58.3 |

### Medaillespiegel
| rang   | land               | goud | zilver | brons | totaal |
| ------ | ------------------ | ---- | ------ | ----- | ------ |
| 1      | Oostenrijk         | 3    | 3      | 3     | 9      |
| 2      | Zwitserland        | 2    | 2      | 0     | 4      |
| 3      | Duits eenheidsteam | 1    | 0      | 0     | 1      |
| 4      | Japan              | 0    | 1      | 0     | 1      |
| 5      | Canada             | 0    | 0      | 1     | 1      |
| 5      | Sovjet-Unie        | 0    | 0      | 1     | 1      |
| 5      | Zweden             | 0    | 0      | 1     | 1      |
| Totaal | Totaal             | 6    | 6      | 6     | 18     |

## Wereldkampioenschap
Het onderdeel combinatie gold enkel voor de wereldkampioenschappen. De eindrangschikking kwam tot stand via een puntensysteem over de uitslagen van de afdaling, reuzenslalom en slalom.

### Combinatie (mannen)
| rang   | sporter        | land |       |
| ------ | -------------- | ---- | ----- |
| Goud   | Toni Sailer    | AUT  | 00,00 |
| Zilver | Charles Bozon  | FRA  | 12,65 |
| Brons  | Stig Sollander | SWE  | 16,92 |
| 04     | Raymond Fellay | SUI  | 18,39 |
| 05     | Asle Sjåstad   | NOR  | 27,25 |
| 06     | Bruno Burrini  | ITA  | 30,43 |

### Combinatie (vrouwen)
| rang   | sporter                 | land |       |
| ------ | ----------------------- | ---- | ----- |
| Goud   | Madeleine Berthod       | SUI  | 09,85 |
| Zilver | Frieda Dänzer           | SUI  | 11,19 |
| Brons  | Giuliana Chenal Minuzzo | ITA  | 12,31 |
| 04     | Dorothea Hochleitner    | AUT  | 12,79 |
| 05     | Josefa Frandl           | AUT  | 13,80 |
| 05     | Borghild Niskin         | NOR  | 13,80 |